# Dolná Krupá
Dolná Krupá (in ungherese Alsókorompa, in tedesco Unter-Krupa) è un comune della Slovacchia facente parte del distretto di Trnava, nella regione omonima.